# Ayacucho (Táchira)
Ayacucho is een gemeente in de Venezolaanse staat Táchira. De gemeente telt 69.400 inwoners.